# Bisztrica (Csaska)
Bisztrica (macedónul: Бистрица) település Észak-Macedóniában, a Vardari körzet Csaskai járásában.

## Népesség
| Lakosok száma | 738  | 801  | 736  | 568  | 330  | 184  | 159  | 124  | 44   |
|               | 1948 | 1953 | 1961 | 1971 | 1981 | 1991 | 1994 | 2002 | 2021 |

2002-ben 124 lakosa volt, akik mindannyian macedónok.